# Antonio Giuriolo

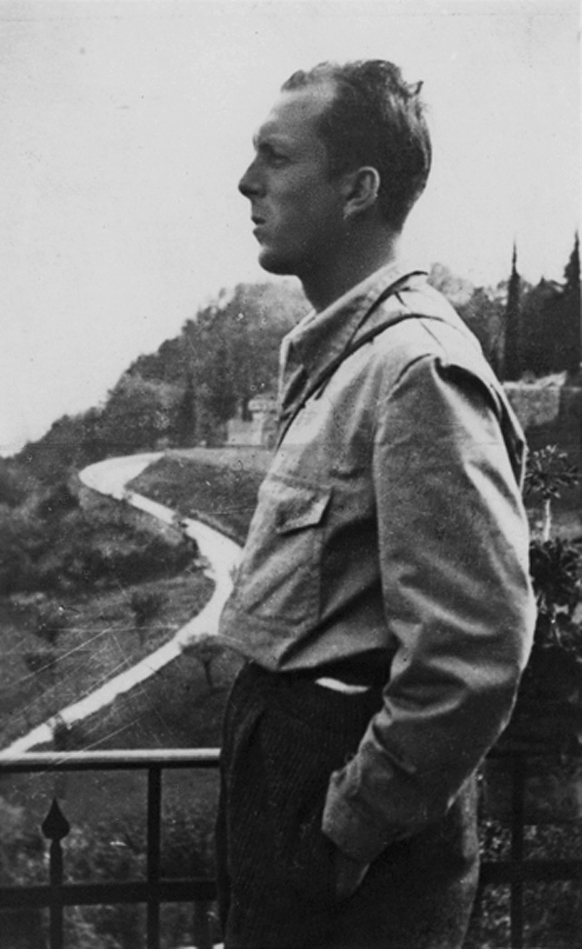
Antonio Giuriolo

Antonio „Toni“ Giuriolo, auch bekannt als „Capitan Toni“ (* 12. Februar 1912 in Arzignano; † 12. Dezember 1944 in Lizzano in Belvedere), war ein italienischer Lehrer und Widerstandskämpfer. Als Hauptmann der Alpini wurde ihm die Tapferkeitsmedaille in Gold verliehen.

## Biografie
Antonio Giuriolo war der zweitgeborene Sohn aus der Ehe des Rechtsanwalts Pietro Giuriolo mit Marina Arreghini. Nach dem Besuch der Grundschule in Arzignano wurde er 1922 auf ein Internat nach Bologna geschickt, das er mit seinem älteren Bruder Lino besuchte. Im November 1922 wurde sein Vater, der der Sozialistischen Partei angehörte und die Säuberungswellen der Faschisten öffentlich kritisiert hatte, von Schwarzhemden in seiner Wohnung aufgegriffen und brutal zusammengeschlagen.
1923 zog die Familie nach Vicenza und die beiden Brüder besuchten dort das Antonio-Pigafetta-Gymnasium. 1930 schrieb er sich an der Fakultät für Literatur an der Universität Padua ein.
Er weigerte sich, der Faschistischen Partei beizutreten, und lebte daher von einer prekären Lehre.
Nach der Verlautbarung des Waffenstillstandes von Cassibile am 8. September 1943 wählte er mit den Brigaden für Gerechtigkeit und Freiheit den Weg des Widerstands und operierte im Friaul, in der Gegend von Belluno und auf der Hochebene der Sieben Gemeinden, wo er die Ausbildung von Universitätsstudenten, die „kleine Meister“ genannt wurden, organisierte. Sein Kampfname war „Captain Toni“.
Er starb bei dem Versuch, die Leichen seiner Kameraden zu bergen, die am 12. Dezember 1944 in der Ortschaft Corona di Lizzano in Belvedere starben. Seine Leiche wurde von einem seiner Begleiter im Schnee gefunden, mit einer von deutschen Soldaten an seinem Bein befestigten Bombe.